# Abronia alpina
Abronia alpina är en underblomsväxtart som beskrevs av Townshend Stith Brandegee. Abronia alpina ingår i släktet Abronia och familjen underblomsväxter. Inga underarter finns listade i Catalogue of Life.